# Mort en cours de mandat
 (avril 2025).
Une mort en cours de mandat est une mort d’une personne qui occupait un mandat qui se trouve interrompu.
C’est le cas de la plupart des mandats à vie (roi, pape...)

## Présidents de pays morts en cours de mandat

### États-Unis

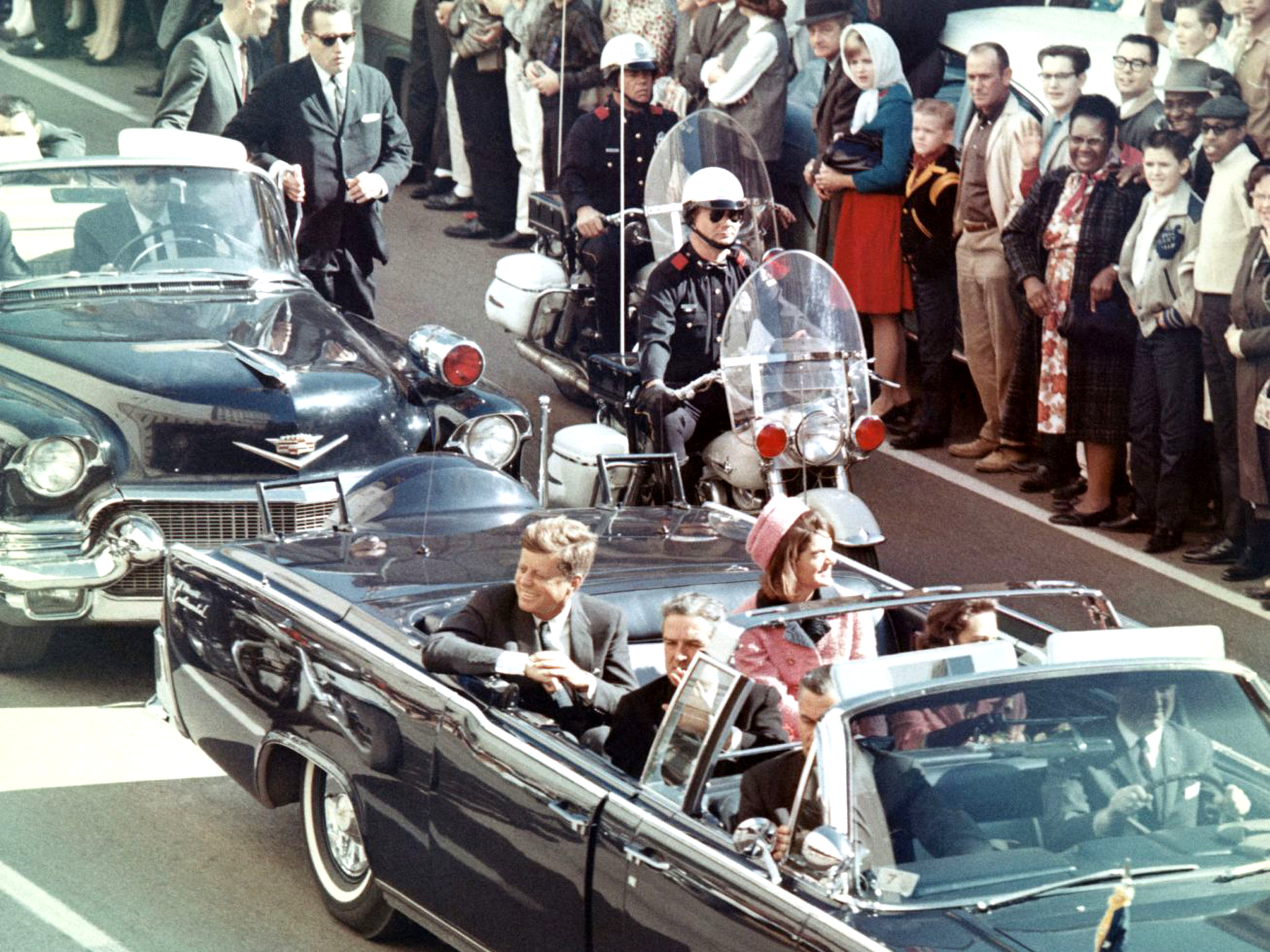
Quelques minutes avant l’assassinat de John Fitzgerald Kennedy.

En cas de décès du président en exercice (mais aussi en cas d’incapacité, de démission ou de retrait), le droit américain prévoit que ce soit son vice-président qui assure immédiatement sa succession et termine le mandat ; l’ordre de succession prévoit ensuite de désigner le président de la Chambre des représentants puis le président pro tempore du Sénat.
Liste des présidents des États-Unis morts en cours de mandat :
- William Henry Harrison en 1841 (maladie)
- Zachary Taylor en 1850 (maladie)
- Abraham Lincoln en 1865 (assassiné)
- James A. Garfield en 1881 (assassiné)
- William McKinley en 1901 (assassiné)
- Warren G. Harding en 1923 (maladie)
- Franklin Delano Roosevelt en 1945 (maladie)
- John Fitzgerald Kennedy en 1963 (assassiné)

### France

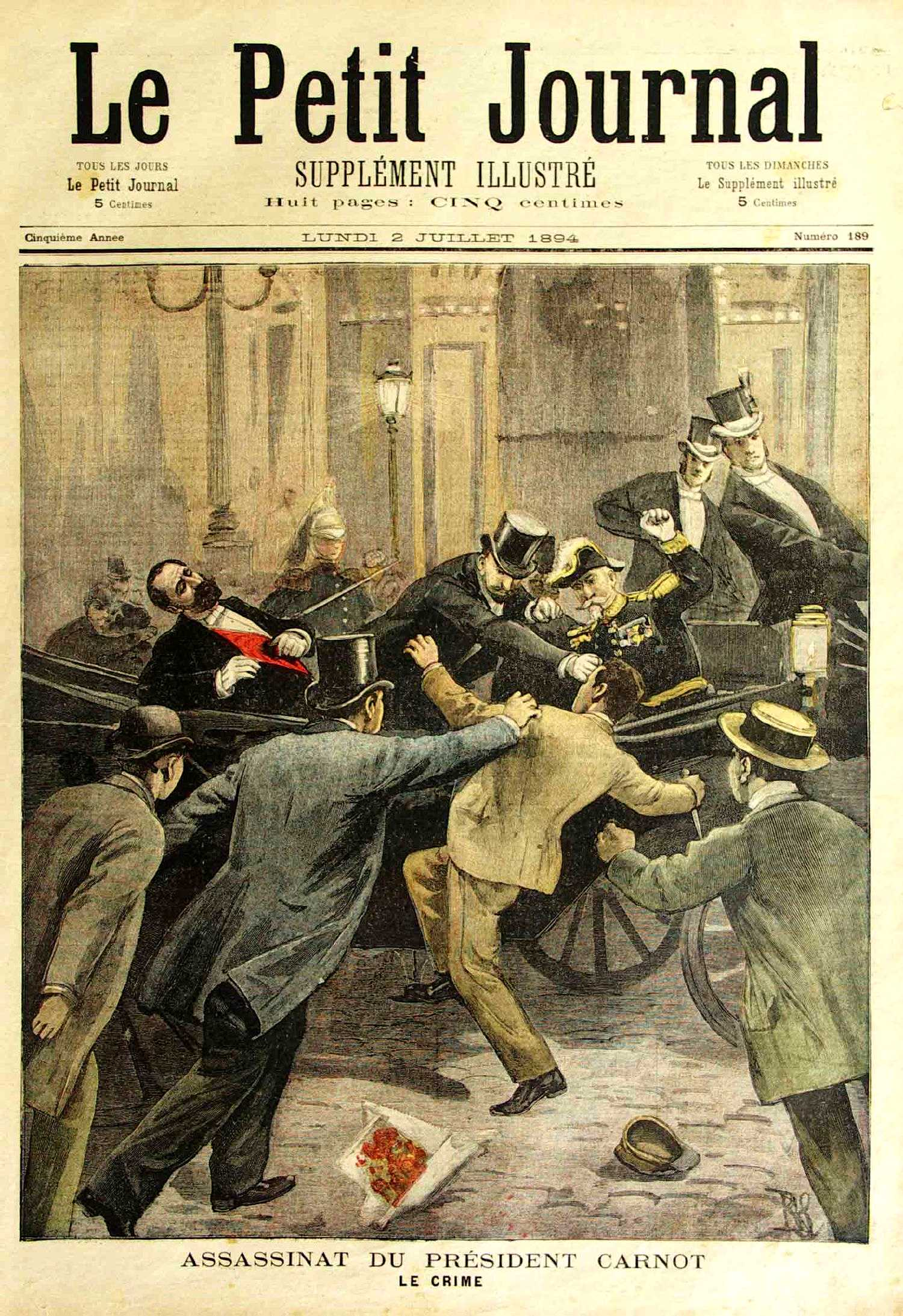
Assassinat de Sadi Carnot.

Les constitutions successives n’ont pas prévu de vice-président. En cas d’empêchement, sous la Cinquième République, le président du Sénat assure l’intérim et une élection présidentielle est organisée.
Liste des présidents de France morts en cours de mandat :
- Sadi Carnot en 1894 (assassiné)
- Félix Faure en 1899 (maladie)
- Paul Doumer en 1932 (assassiné)
- Georges Pompidou en 1974 (maladie)

### Autres pays
- Wilhelm Hertenstein, président de la Confédération suisse, en 1888
- Lech Kaczyński, président de la république de Pologne, en 2010 (accident d'avion)
- Béji Caïd Essebsi, Président de la République tunisienne en 2019 (maladie)
- Ebrahim Raïssi, président de la république islamique d'Iran, en 2024 (accident d'hélicoptère)

## Chefs de gouvernement morts en cours de mandat

### Belgique
Liste des chefs du gouvernement de Belgique morts en cours de mandat :
- Barthélemy de Theux de Meylandt en 1874
- Jules de Trooz en 1907 (maladie)

### France
Liste des chefs du gouvernement français morts en cours de mandat :
- Casimir Perier en 1832 (maladie)

### Autres pays
- Yitzhak Rabin, premier ministre d'Israël en 1995 (assassinat)
- Vazgen Sargsian, premier ministre d'Arménie en 1999 (assassinat)
- Donald Dewar, premier ministre d'Écosse en 2000 (maladie)
- Zoran Đinđić, président du gouvernement de la république de Serbie en 2003 (assassinat)
- Andranik Margarian, premier ministre d'Arménie en 2007 (maladie)
- Amadou Gon Coulibaly, premier ministre ivoirien en 2020 (maladie)

## Institutions françaises

### Conseil constitutionnel
Le Conseil constitutionnel constate, le cas échéant, la démission d'office de celui de ses membres  qu'une incapacité physique permanente empêche définitivement d'exercer leurs fonctions. Il est alors pourvu au remplacement dans la huitaine. Le remplaçant est nommé par la même autorité afin de terminer le mandat. Á l'expiration de ce mandat, il peut être nommé comme membre du Conseil constitutionnel s'il a occupé ces fonctions de remplacement pendant moins de trois ans.
Liste des membres du Conseil constitutionnel français morts en fonction :
- Maurice Delépine en 1960, remplacé par René Cassin
- Henri Rey en 1977, remplacé par Louis Joxe qui effectue ensuite un mandat complet
- Paul Coste-Floret en 1979, remplacé par Robert Lecourt qui effectue ensuite un mandat complet
- Achille Peretti en 1983, remplacé par Paul Legatte
- Louis Gros en 1984, remplacé par Maurice-René Simonnet qui est ensuite nommé pour un nouveau mandat
- Pierre Marcilhacy en 1987, remplacé par Francis Mollet-Viéville
- Maurice-René Simonnet en 1988, remplacé par Jacques Latscha
- Marcel Rudloff en 1996, remplace par Alain Lancelot qui effectue ensuite un mandat complet
- Étienne Dailly en 1996, remplacé par Yves Guéna
- Jean-Louis Pezant en 2010, remplacé par Claire Bazy-Malaurie
- Jacques Barrot en 2014, remplacé par Lionel Jospin
- Hubert Haenel en 2015, remplacé par Jean-Jacques Hyest

### Gouvernement
- Louis Barthou, ministre des Affaires étrangères en 1934 (blessure par balle)
- Roger Salengro, ministre de l’Intérieur en 1936 (suicide)
- Edmond Michelet, ministre de la Culture en 1970 (hémorragie cérébrale)
- Robert Boulin, ministre du Travail et de la Participation en 1979 (suicide ou assassinat)

### Maire
En cas d'absence, de suspension, de révocation ou de tout autre empêchement, le maire est provisoirement remplacé, dans la plénitude de ses fonctions, par un adjoint, dans l'ordre des nominations et, à défaut d'adjoint, par un conseiller municipal désigné par le conseil ou, à défaut, pris dans l'ordre du tableau. Dans un délai de quinzaine, le conseil municipal est convoqué pour procéder au remplacement.

### Candidat à l'élection présidentielle
Si, dans les sept jours précédant la date limite du dépôt des présentations de candidatures, une des personnes ayant, moins de trente jours avant cette date, annoncé publiquement sa décision d'être candidate décède ou se trouve empêchée, le Conseil constitutionnel peut décider de reporter l'élection. Si, avant le premier tour, un des candidats décède ou se trouve empêché, le Conseil constitutionnel prononce le report de l'élection. En cas de décès ou d'empêchement de l'un des deux candidats les plus favorisés au premier tour avant les retraits éventuels, le Conseil constitutionnel déclare qu'il doit être procédé de nouveau à l'ensemble des opérations électorales ; il en est de même en cas de décès ou d'empêchement de l'un des deux candidats restés en présence en vue du second tour.

### Autres
- Philippe Séguin, premier président de la Cour des comptes en 2010
- Dominique Baudis, Défenseur des droits en 2014